# Брёнлунн, Йёрген
Йёрген Брёнлунн (дат. Jørgen Brønlund; 14 декабря 1877, Илулиссат — ноябрь 1907, Земля Ламберта (ныне Гренландский национальный парк)) — гренландский полярный исследователь. Участник двух экспедиций в Гренландию (1902—1904, 1906—1908), внёсший значительный вклад в изучение, преимущественно, северо-восточных областей Гренландии.

## Биография
Гренландский эскимос. Сын охотника. С детства дружил с Кнудом Расмуссеном.
В 1901 получил педагогическое образование.
В 1902 году отправился в свою первую экспедицию в Гренландию — в так называемую «Литературную экспедицию» под руководством Людвига Мюлиус-Эриксена. В ней также принимал участие датский художник и писатель Харальд Мольтке, орнитолог и медик Альфред Бертельсен (дат. Alfred Bertelsen)
Целью экспедиции было изучение быта и культуры гренландских эскимосов, а также запись их фольклора. Экспедиция продолжалась до сентября 1904 года, её основные задачи были выполнены. Путешественники сначала работали в Западной Гренландии, а затем пересекли по льду на собаках залив Мелвилл и достигли земли эскимосов Эта (Etah) — как её назвал Расмуссен — «Королевства северного ветра», и установили контакт с этим самым северным народом Гренландии.
Позже Брёнлунн отправился в Данию. Здесь он учился рисунку и живописи под руководством Кристиана Цартмана и преподавал в Аскове в крупнейшей народной школе Дании.

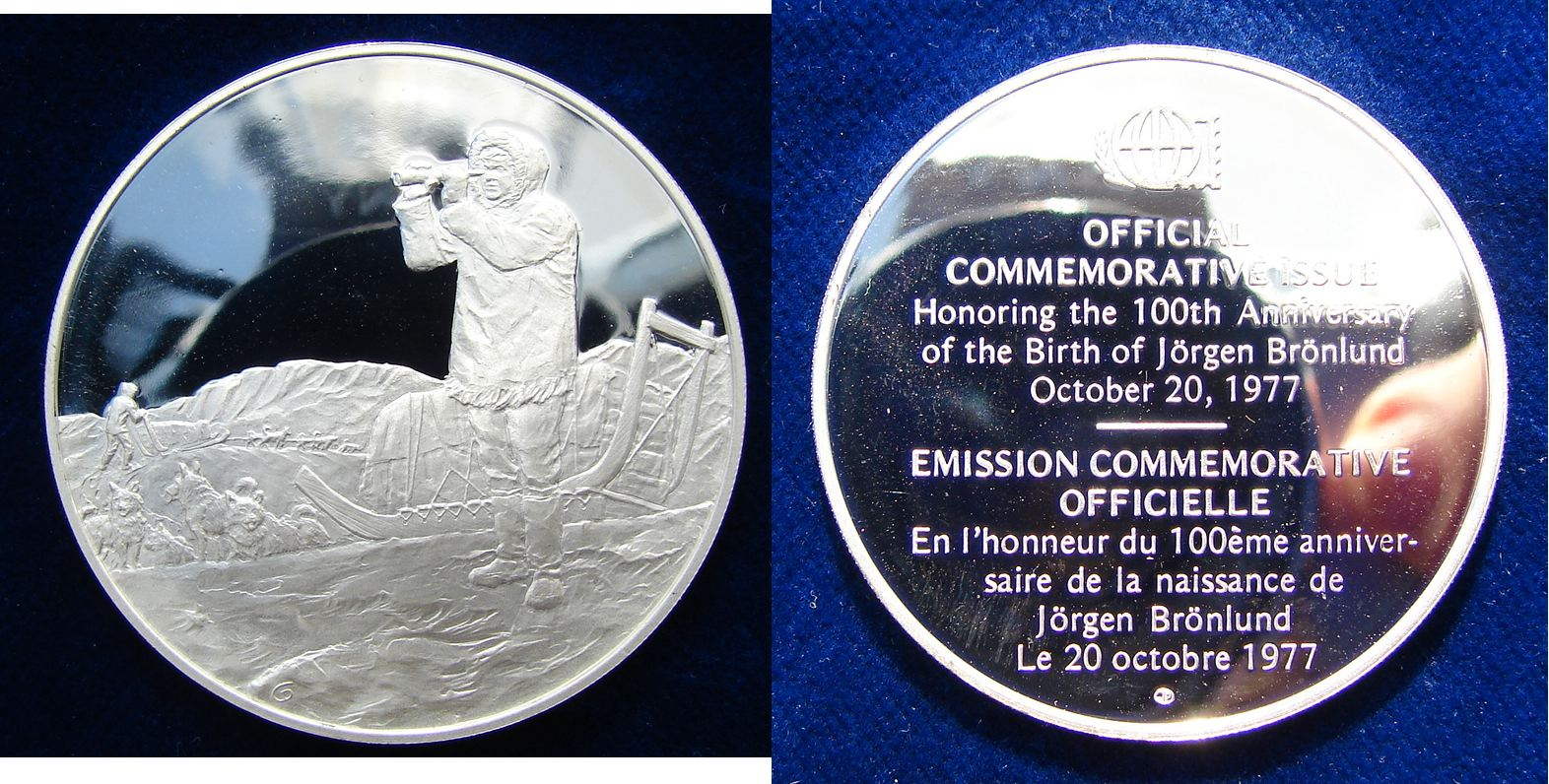
Памятная медаль, посвящённая Й. Брёнлунну. 1977 г.

В марте 1907 г. Л. Мюлиус-Эриксен, топограф Хег-Хаген и эскимос Йёрген Брёнлунн, в качестве погонщика собачьей упряжки и переводчика, вышли исследовать неизвестный участок между Землей Герцога Орлеанского и Землёй Пири. Они обнаружили, что за 80° берег поворачивает на северо-восток до 81°20' с. ш., 11°50' 3. д. (мыс Норост-Гуннинген) и что на этом участке два узких фьорда, в том числе Ингольфс (80°35' с. ш.), образуют небольшой полуостров Земля Xольмa. К западу от мыса они открыли Данмаркс-фьорд и, углубившись в него, установили наличие большого северо-восточного выступа Гренландии — полуостровной Земли кронпринца Кристиана.
Все трое летом вернулись от Индепенденс к Данмаркс-фьорду, но не могли пересечь Датский фьорд, так как лёд уже вскрылся. Исследователи были вынуждены разбить лагерь на западном берегу фьорда в ожидании, пока лёд вновь не станет. Осенью они двинулись к базе. Всё это время путешественники были крайне ограничены в питании и топливе, к концу августа питаясь практически лишь мясом собственных собак и редкой добычей от охоты. К 19 октября, пополнив запасы из двух ранее заложенных депо, партия достигла северного побережья Маллемук-фьорда (примерно в это же время на южном берегу находилась партия Тострупа, но их разделяла открытая вода), но уже не смогла преодолеть эту преграду. 15 ноября умер Хёг-Хаген, а спустя 10 дней Мюлиус-Эриксен. Брёнлунн смог, в итоге, дойти до склада, оставленного Тострупом несколькими неделями ранее, но сил идти дальше у него уже также не было.
В марте следующего года было найдено тело одного только Брёнлунна и при нём записная книжка, а в 1910 г. — некоторые материалы, собранные ими, и эскизы карт Хёг-Хагена. Как следовало из дневника Брёнлунна, который он вёл на инуктитуте, а также из позднее найденных записей Эриксена, партия дошла до изголовья «пролива Индепенденс» (доказав, что это фьорд), попутно открыв и картографировав Хаген-фьорд (Hagen Fjord), а также ледник Академии (Academy Glacier) и Нэви-клифф (Navy Cliff).
Последняя запись в дневнике Брёнлунна: 

«… не могу идти дальше из-за обмороженных ног и полной тьмы… Тела остальных … примерно в двух с половиной лигах отсюда. Хаген умер 15 ноября, Мюлиус примерно десять дней спустя. Йёрген Брёнлунн».
Тело Брёнлунна было похоронено там же, где и было найдено. Его дневник был передан в Королевскую библиотеку Дании. Его именем назван фьорд на Земле Пири.
Памяти Й. Брёнлунна посвящено стихотворение «Йёрген Брёнлунн» датского поэта Тёгера Ларсена (1875—1928), в котором есть такие строки:
Как перст одинок,

поборовшись с судьбой,

ты смерть свою принял

в ночи ледяной.

Окраину мира

вымеривать стал

и, лишь умирая,

ей меру познал.